# 稷疣孢堆黑粉菌
稷疣孢堆黑粉菌（学名：Sporisorium cenchri）是属于黑粉菌目黑粉菌科孢堆黑粉菌属的一种真菌，寄生在稷上。该种分布于中国、日本、匈牙利、美国、墨西哥、巴西等地。